# Nekrolog Juli 2017
Nekrolog
◄◄
| ◄
| 2013
| 2014
| 2015
| 2016
| 2017 | 2018 | 2019 | 2020 | 2021 | ►
Januar |
Februar |
März |
April |
Mai |
Juni |
Juli |
August |
September |
Oktober |
November |
Dezember 2017
Weitere Ereignisse | Allgemeiner Nekrolog 2017
Die Beschreibung der verstorbenen Person sollte so kurz wie möglich gehalten sein und nur deren signifikante Tätigkeit(en) enthalten.
Neue Namen ggf. auch unter dem Geburts- und Sterbedatum, also etwa unter 1. Januar und im Geburts- und Sterbejahr (2024) eintragen (nur bei entsprechender großer Wichtigkeit). Für Beispiele siehe die schon vorhandenen Artikel.
Außerdem über die fünf zuletzt Verstorbenen, zu denen es einen ausreichend guten Artikel für eine Präsentation auf der Hauptseite gibt, nach der todesbedingten Überarbeitung der Artikel ggf. auch unter Wikipedia Diskussion:Hauptseite informieren und sie am besten auch in den anderen Wikipedia-Sprachversionen eintragen. Tipp: Regelmäßig bei news.google.de nach „ist tot“, „gestorben“ oder „verstorben“ suchen.
Wenn eine Person gestorben ist, gibt es viele Seiten zu dieser Person in der Wikipedia, die davon auch betroffen sind und entsprechend aktualisiert werden müssen. Beispiele: Namenübersichtsseite, Geburtsjahr, Geburtsort-Seiten und viele mehr.
Wie finde ich die betroffenen Seiten?
Im Suchfeld auf der linken Seite gibt man den Suchbegriff so ein: „Vorname Nachname“. Dann klickt man auf Volltext und alle Seiten mit entsprechendem Suchtext werden aufgerufen. Hier sieht man dann schnell, wo auch das Todesjahr Sinn macht oder sogar ein Teil des Artikels angepasst werden muss. Auch hilft das „Werkzeug“ auf der linken Seite sehr gut, um solche Seiten aufzufinden: „Links auf diese Seite“. Somit ist die Wikipedia wieder aktuell in allen Bereichen! Hinweis: bei Eintragung der Kategorie „Gestorben JAHR“ wird der Missbrauchsfilter 49 ausgelöst, was jedoch nicht schlimm ist. Siehe: Spezial:Missbrauchsfilter/49
Dies ist eine Liste von im Juli 2017 verstorbenen bekannten Persönlichkeiten. Die Einträge erfolgen innerhalb der einzelnen Daten alphabetisch sortiert. Tiere sind im Nekrolog für Tiere zu finden.

## Juli
| Tag      | Name                              | Beruf, bekannt als                                                             | Alter | Beleg |
| -------- | --------------------------------- | ------------------------------------------------------------------------------ | ----- | ----- |
| 31. Juli | Jean-Claude Bouillon              | französischer Schauspieler                                                     | 75    |       |
| 31. Juli | Alan Cameron                      | britischer Philologe und Historiker                                            | 79    |       |
| 31. Juli | Karl Heinz Hock                   | deutscher Publizist                                                            | 86    |       |
| 31. Juli | Francesco La Macchia              | italienischer Kanute                                                           | 78    |       |
| 31. Juli | Liu Wen-hsiung                    | taiwanischer Politiker                                                         | 62    |       |
| 31. Juli | Chuck Loeb                        | US-amerikanischer Jazzmusiker                                                  | 61    |       |
| 31. Juli | Jeanne Moreau                     | französische Schauspielerin, Filmregisseurin und Sängerin                      | 89    |       |
| 31. Juli | Les Murray                        | ungarisch-australischer Sportjournalist, Rundfunksprecher und Kommentator      | 71    |       |
| 31. Juli | Michael O’Nan                     | US-amerikanischer Mathematiker                                                 | 73    |       |
| 31. Juli | Henry Richardson                  | britischer Filmeditor                                                          | 81    |       |
| 31. Juli | Helmut Schadenberg                | deutscher Motocrossfahrer                                                      | 71    |       |
| 31. Juli | Horst Schwab                      | deutscher Maler, Bildhauer und Grafiker                                        | 81    |       |
| 30. Juli | Josef Ahammer                     | österreichischer römisch-katholischer Geistlicher                              | 82    |       |
| 30. Juli | Hussain Sayeeduddin Dagar         | indischer Sänger                                                               | 78    |       |
| 30. Juli | Thomas Fredrickson                | US-amerikanischer Kontrabassist und Komponist                                  | 88    |       |
| 30. Juli | Dave Grayson                      | US-amerikanischer American-Football-Spieler                                    | 78    |       |
| 30. Juli | Franz Hundsnurscher               | deutscher Germanist                                                            | 81    |       |
| 30. Juli | Hugh McLean                       | kanadischer Organist                                                           | 87    |       |
| 30. Juli | Christian Ullrich                 | deutscher Naturwissenschaftler                                                 | 84    |       |
| 30. Juli | Anton Vratuša                     | jugoslawischer Politiker                                                       | 102   |       |
| 29. Juli | Jonas K.                          | deutscher Soldat                                                               | ?     |       |
| 29. Juli | Rolf Knippers                     | deutscher Molekularbiologe und Genetiker                                       | 81    |       |
| 29. Juli | Redha Malek                       | algerischer Politiker und Diplomat                                             | 85    |       |
| 29. Juli | José Osvaldo de Meira Penna       | brasilianischer Schriftsteller und Diplomat                                    | 100   |       |
| 29. Juli | Juri Ryschow                      | sowjetischer bzw. russischer Ingenieurwissenschaftler und Politiker            | 86    |       |
| 29. Juli | Olivier Strebelle                 | belgischer Bildhauer                                                           | 90    |       |
| 29. Juli | Piotr Wandycz                     | polnisch-US-amerikanischer Historiker                                          | 93    |       |
| 29. Juli | Joachim Weiß                      | deutscher Polizist und Gewerkschafter                                          | 86    |       |
| 29. Juli | Kurt Weitauer                     | deutscher Fußballspieler                                                       | 81    |       |
| 29. Juli | Werner Wirsing                    | deutscher Architekt                                                            | 98    |       |
| 28. Juli | Hima Adamou                       | nigrischer Journalist, Schauspieler und Dramatiker                             | ≈84   |       |
| 28. Juli | Enzo Bettiza                      | italienischer Schriftsteller, Journalist und Politiker                         | 90    |       |
| 28. Juli | Inder Kumar                       | indischer Schauspieler                                                         | 43    |       |
| 28. Juli | Stein Mehren                      | norwegischer Schriftsteller                                                    | 82    |       |
| 28. Juli | Siegfried Meister                 | deutscher Unternehmer                                                          | 78    |       |
| 28. Juli | John G. Morris                    | US-amerikanischer Bildredakteur                                                | 100   |       |
| 28. Juli | Ljudmila Tschernych               | russische Astronomin                                                           | 82    |       |
| 28. Juli | Pavle Vujčić                      | jugoslawischer bzw. serbischer Geiger                                          | 64    |       |
| 27. Juli | John DeCamp                       | US-amerikanischer Anwalt und Politiker                                         | 76    |       |
| 27. Juli | Abdelmajid Dolmy                  | marokkanischer Fußballspieler                                                  | 64    |       |
| 27. Juli | Michel Durafour                   | französischer Politiker                                                        | 97    |       |
| 27. Juli | Natalino Gottardo                 | italienischer Fußballspieler und -trainer                                      | 67    |       |
| 27. Juli | Elly Koch                         | Schweizer Stickerin und Autorin                                                | 101   |       |
| 27. Juli | Waleri Pawlowitsch Maslow         | russischer Fußball- und Bandyspieler und Trainer                               | 77    |       |
| 27. Juli | Mariana Montalvo                  | chilenisch-französische Sängerin und Komponistin                               | 63    |       |
| 27. Juli | Mario Tullio Montano              | italienischer Fechter                                                          | 73    |       |
| 27. Juli | Manfred Rummel                    | deutscher Fußballspieler und -trainer                                          | 79    |       |
| 27. Juli | Sam Shepard                       | US-amerikanischer Dramatiker und Schauspieler                                  | 73    |       |
| 27. Juli | N. Dharam Singh                   | indischer Politiker                                                            | 80    |       |
| 27. Juli | Franz Swoboda                     | österreichischer Fußballspieler                                                | 84    |       |
| 27. Juli | Gilles Tremblay                   | kanadischer Komponist und Musikpädagoge                                        | 84    |       |
| 27. Juli | Peter Wegner                      | US-amerikanischer Informatiker                                                 | 84    |       |
| 26. Juli | Suzanne Allday                    | britische Leichtathletin                                                       | 82    |       |
| 26. Juli | Paul Angerer                      | österreichischer Dirigent und Komponist                                        | 90    |       |
| 26. Juli | Germán Becker                     | chilenischer Regisseur                                                         | 90    |       |
| 26. Juli | Lyndsey Cockwell                  | britische Musikerin und Chorleiterin                                           | 46    |       |
| 26. Juli | June Foray                        | US-amerikanische Synchronsprecherin                                            | 99    |       |
| 26. Juli | Ferry Graf                        | österreichischer Sänger                                                        | 85    |       |
| 26. Juli | Constantin Heereman von Zuydtwyck | deutscher Landwirt und Politiker                                               | 85    |       |
| 26. Juli | Waldram Hollfelder                | deutscher Musikwissenschaftler und Komponist                                   | 92    |       |
| 26. Juli | Leo Kinnunen                      | finnischer Automobilrennfahrer                                                 | 73    |       |
| 26. Juli | Tom McIntosh                      | US-amerikanischer Jazz-Musiker                                                 | 90    |       |
| 26. Juli | Giovanni Battista Pichierri       | italienischer Erzbischof                                                       | 74    |       |
| 26. Juli | Ida Rodríguez Prampolini          | mexikanische Kunsthistorikerin                                                 | 91    |       |
| 26. Juli | Heinrich Rüthing                  | deutscher Historiker                                                           | 79    |       |
| 26. Juli | Ursula Schmidt-Tintemann          | deutsche Plastische Chirurgin                                                  | 93    |       |
| 26. Juli | Ingrid Smejkal                    | österreichische Politikerin                                                    | 76    |       |
| 26. Juli | Franz Steffens                    | deutscher Wirtschaftsinformatiker                                              | 84    |       |
| 26. Juli | Helmut Thieltges                  | deutscher Koch                                                                 | 61    |       |
| 26. Juli | Joe Thomas                        | US-amerikanischer Jazzmusiker                                                  | 85    |       |
| 26. Juli | Joachim Vobbe                     | deutscher alt-katholischer Bischof                                             | 70    |       |
| 26. Juli | Peter Wende                       | deutscher Historiker                                                           | 81    |       |
| 26. Juli | Peter Whalley                     | britischer Drehbuchautor                                                       | 71    |       |
| 25. Juli | Hywel Bennett                     | britischer Schauspieler                                                        | 73    |       |
| 25. Juli | Gretel Bergmann                   | deutsch-US-amerikanische Leichtathletin                                        | 103   |       |
| 25. Juli | Marian Diamond                    | US-amerikanische Neurowissenschaftlerin                                        | 90    |       |
| 25. Juli | Gabriel Epstein                   | britischer Architekt und Stadtplaner                                           | 98    |       |
| 25. Juli | Michael Johnson                   | US-amerikanischer Countrysänger                                                | 72    |       |
| 25. Juli | Herbert Kierstein                 | deutscher Nachrichtendienstler und Geheimpolizist                              | 79    |       |
| 25. Juli | Tarō Kimura                       | japanischer Politiker                                                          | 52    |       |
| 25. Juli | Ivana Loudová                     | tschechische Komponistin                                                       | 76    |       |
| 25. Juli | Dieter Mitrenga                   | deutscher Mediziner                                                            | 75    |       |
| 25. Juli | Rula Quawas                       | jordanische Literaturwissenschaftlerin, Aktivistin und Hochschullehrerin       | 57    |       |
| 25. Juli | Jürg Reichen                      | Schweizer Mediziner                                                            | 71    |       |
| 25. Juli | Martin Reiser                     | Schweizer Elektroingenieur und Medienwissenschaftler                           | 74    |       |
| 25. Juli | Barbara Sinatra                   | US-amerikanisches Model                                                        | 90    |       |
| 25. Juli | Jannie Stalknecht                 | niederländische Jazzsängerin                                                   | 88    |       |
| 25. Juli | Bruno Waltert                     | deutscher Journalist                                                           | 80    |       |
| 25. Juli | John Wraw                         | britischer anglikanischer Bischof                                              | 58    |       |
| 25. Juli | Geoffrey Gurrumul Yunupingu       | australischer Musiker und Songwriter                                           | 46    |       |
| 25. Juli | Jean-Pierre-Dominique Zévaco      | französisch-madagassischer Bischof                                             | 91    |       |
| 24. Juli | Jörg Bauser                       | deutscher Jurist                                                               | 89    |       |
| 24. Juli | Bernhard Elsner                   | deutscher Geheimdienstler                                                      | 90    |       |
| 24. Juli | Boris Feofanow                    | sowjetischer bzw. russischer Generalleutnant                                   | 92    |       |
| 24. Juli | Paul Freiburghaus                 | Schweizer Maler                                                                | 85    |       |
| 24. Juli | Zbigniew Gostomski                | polnischer Maler und Schauspieler                                              | 84    |       |
| 24. Juli | Helmut Heinrichs                  | deutscher Richter                                                              | 89    |       |
| 24. Juli | Michiko Inukai                    | japanische Schriftstellerin und Philanthropin                                  | 96    |       |
| 24. Juli | Hans Peter Joos                   | Schweizer Verlagsmanager                                                       | 65    |       |
| 24. Juli | Mohinder Kaur                     | indische Politikerin und Ehefrau des Maharadschas von Patiala Yadavindra Singh | 94    |       |
| 24. Juli | Jørgen Kosmo                      | norwegischer Politiker                                                         | 69    |       |
| 24. Juli | Theodor Mebs                      | deutscher Ornithologe                                                          | 85    |       |
| 24. Juli | Yash Pal                          | indischer Astrophysiker und Wissenschaftsjournalist                            | 90    |       |
| 24. Juli | Andreas Prediger                  | russlanddeutscher Künstler                                                     | 90    |       |
| 24. Juli | Udupi Ramachandra Rao             | indischer Raumfahrtwissenschaftler                                             | 85    |       |
| 23. Juli | Reginald Arnold                   | australischer Bahnradsportler                                                  | 92    |       |
| 23. Juli | Thomas Füri                       | Schweizer Violinist                                                            | 70    |       |
| 23. Juli | Amir Fryszer Guttman              | israelischer Sänger und LGBT-Aktivist                                          | 41    |       |
| 23. Juli | Hans Hurch                        | österreichischer Filmjournalist und Festivaldirektor                           | 64    |       |
| 23. Juli | Wilhelm Krömer                    | deutscher Politiker                                                            | 78    |       |
| 23. Juli | John Kundla                       | US-amerikanischer Basketballtrainer                                            | 101   |       |
| 23. Juli | Gennadi Moissejew                 | sowjetischer Motocrossfahrer                                                   | 69    |       |
| 23. Juli | Valdir Peres                      | brasilianischer Fußballspieler                                                 | 66    |       |
| 23. Juli | Denisa Răducu                     | rumänische Sängerin                                                            | 27    |       |
| 23. Juli | Mervyn Rose                       | australischer Tennisspieler                                                    | 87    |       |
| 23. Juli | József Szendi                     | ungarischer Erzbischof                                                         | 95    |       |
| 22. Juli | Hans-Peter Benöhr                 | deutscher Rechtshistoriker                                                     | 80    |       |
| 22. Juli | Bernard Consten                   | französischer Automobilrennfahrer                                              | 85    |       |
| 22. Juli | Jaroslav Doubek                   | tschechoslowakischer Eisschnellläufer                                          | 86    |       |
| 22. Juli | Octavio Gutiérrez                 | argentinischer Politiker                                                       | 61    |       |
| 22. Juli | Piet Haan                         | niederländischer Radrennfahrer                                                 | 86    |       |
| 22. Juli | Fritz Hellwig                     | deutscher Politiker                                                            | 104   |       |
| 22. Juli | Polo Hofer                        | Schweizer Musiker                                                              | 72    |       |
| 22. Juli | Russell A. Johnson                | US-amerikanischer Mathematiker                                                 | 70    |       |
| 22. Juli | Marcel Kunz                       | Schweizer Fußballspieler                                                       | 74    |       |
| 22. Juli | Thomas Labusiak                   | deutscher Kunsthistoriker                                                      | 47    |       |
| 22. Juli | Friedl Loor                       | österreichische Operettensängerin und Schauspielerin                           | 97    |       |
| 22. Juli | Ernst Ottensamer                  | österreichischer Klarinettist                                                  | 61    |       |
| 22. Juli | Satoshi Ozaki                     | japanisch-US-amerikanischer Physiker                                           | 88    |       |
| 22. Juli | Gerhard Reuter                    | deutscher pharmazeutischer Biologe                                             | 88    |       |
| 22. Juli | František Ševčík                  | tschechoslowakischer Eishockeyspieler                                          | 75    |       |
| 22. Juli | Wiebke Steffen                    | deutsche Kriminologin                                                          | 71    |       |
| 22. Juli | Franz A. Wirtz                    | deutscher Chemiker und Unternehmer                                             | 84    |       |
| 21. Juli | Kurt Aurin                        | deutscher Erziehungswissenschaftler                                            | 93    |       |
| 21. Juli | Peter Doohan                      | australischer Tennisspieler                                                    | 56    |       |
| 21. Juli | Anne Dufourmantelle               | französische Philosophin und Psychoanalytikerin                                | 53    |       |
| 21. Juli | Errol Dyers                       | südafrikanischer Jazzgitarrist                                                 | 65    |       |
| 21. Juli | Howard Eichenbaum                 | US-amerikanischer Psychologe und Neurowissenschaftler                          | 69    |       |
| 21. Juli | Jürgen Falbe                      | deutscher Chemiker und Manager                                                 | 84    |       |
| 21. Juli | Predrag Gojković Cune             | serbischer Sänger                                                              | 84    |       |
| 21. Juli | John Heard                        | US-amerikanischer Schauspieler                                                 | 72    |       |
| 21. Juli | Nikolai Kamenski                  | sowjetischer Skispringer                                                       | 85    |       |
| 21. Juli | Clem Moorman                      | US-amerikanischer Jazzmusiker und Schauspieler                                 | 101   |       |
| 21. Juli | Hans Moritz                       | deutscher Theologe                                                             | 91    |       |
| 21. Juli | Jon van Rood                      | niederländischer Immunologe                                                    | 91    |       |
| 21. Juli | Hrvoje Šarinić                    | kroatischer Politiker                                                          | 82    |       |
| 21. Juli | Dieter Schneider                  | deutscher Unternehmer und Sportfunktionär                                      | 70    |       |
| 21. Juli | Deborah Watling                   | britische Schauspielerin                                                       | 69    |       |
| 21. Juli | Paapa Yankson                     | ghanaischer Sänger                                                             | 73    |       |
| 21. Juli | Clímaco Jacinto Zarauz Carrillo   | ecuadorianischer Bischof                                                       | 91    |       |
| 20. Juli | Franz Joseph Arendts              | deutscher Luftfahrtingenieur                                                   | 82    |       |
| 20. Juli | Klaus Peter Arnold                | österreichischer Wirtschaftsgeograph                                           | 75    |       |
| 20. Juli | Chester Bennington                | US-amerikanischer Sänger                                                       | 41    |       |
| 20. Juli | Alan Bryman                       | britischer Sozialwissenschaftler                                               | 69    |       |
| 20. Juli | Bernt Federau                     | deutscher Künstler und Photographenmeister                                     | 87    |       |
| 20. Juli | Andrea Jürgens                    | deutsche Schlagersängerin                                                      | 50    |       |
| 20. Juli | Bernhard Kempa                    | deutscher Handballspieler und -trainer                                         | 96    |       |
| 20. Juli | Dieter Lutz                       | österreichischer Mediziner                                                     | 74    |       |
| 20. Juli | John McCluskey                    | britischer Jurist und Politiker                                                | 88    |       |
| 20. Juli | Floralba del Monte                | dominikanische Pianistin und Musikpädagogin                                    | 88    |       |
| 20. Juli | Giorgio Morniroli                 | Schweizer Politiker                                                            | 81    |       |
| 20. Juli | Kjell Pedersen                    | norwegischer Radrennfahrer                                                     | 87    |       |
| 20. Juli | Jürgen Petersohn                  | deutscher Historiker                                                           | 82    |       |
| 20. Juli | Cordula Poulsen Nautrup           | deutsche Veterinärmedizinerin                                                  | 60    |       |
| 20. Juli | Edy Renggli                       | Schweizer Sportfunktionär                                                      | 94    |       |
| 20. Juli | Claude Rich                       | französischer Schauspieler                                                     | 88    |       |
| 20. Juli | Helmut Scheuerlein                | deutscher Wasserbauingenieur                                                   | 80    |       |
| 20. Juli | Hans Schumi                       | österreichischer Politiker                                                     | 84    |       |
| 20. Juli | Jadwiga Szubartowicz              | polnische Supercentenarian                                                     | 111   |       |
| 20. Juli | Norbert Treitz                    | deutscher Physikdidaktiker                                                     | 73    |       |
| 20. Juli | Josef Wais                        | österreichischer Künstler und Designer                                         | 73    |       |
| 20. Juli | Max Wagner                        | deutscher Physiker                                                             | 86    |       |
| 19. Juli | Miguel Blesa                      | spanischer Bankmanager                                                         | 69    |       |
| 19. Juli | Robert J. Bursik                  | US-amerikanischer Soziologe und Kriminologe                                    |       |       |
| 19. Juli | Karel Franta                      | tschechischer Maler und Illustrator                                            | 89    |       |
| 19. Juli | Blaoui El Houari                  | algerischer Sänger, Komponist und Dirigent                                     | 91    |       |
| 19. Juli | David E. H. Jones                 | britischer Chemiker, Autor und Journalist                                      | 79    |       |
| 19. Juli | Harun Kolçak                      | türkischer Popmusiker und Songwriter                                           | 62    |       |
| 19. Juli | Oswald Kollreider                 | österreichischer Maler                                                         | 95    |       |
| 19. Juli | Kèmo Kouyaté                      | guineischer Multiinstrumentalist                                               | 71    |       |
| 19. Juli | Ralph Regula                      | US-amerikanischer Politiker                                                    | 92    |       |
| 19. Juli | Klaus Ritter                      | deutscher Mathematiker                                                         | 81    |       |
| 19. Juli | Mary Turner                       | britisch-irische Gewerkschafterin                                              | 79    |       |
| 19. Juli | Barbara Weldens                   | französische Sängerin                                                          | 35    |       |
| 18. Juli | José Luis Sánchez Paraíso         | spanischer Leichtathlet                                                        | 74    |       |
| 18. Juli | Harvey Atkin                      | kanadischer Schauspieler                                                       | 74    |       |
| 18. Juli | Armin Buschauer                   | deutscher pharmazeutischer Chemiker                                            | 62    |       |
| 18. Juli | José Bragato                      | argentinischer Tangomusiker, Cellist, Pianist, Arrangeur und Komponist         | 101   |       |
| 18. Juli | Miguel Camacho                    | kolumbianischer Journalist und Grafikdesigner                                  | 62    |       |
| 18. Juli | Kofi Dsane-Selby                  | ghanaischer Diplomat                                                           | 85    |       |
| 18. Juli | Walter Eglmeyer                   | deutscher Fußballspieler                                                       | 82    |       |
| 18. Juli | Max Gallo                         | französischer Autor und Politiker                                              | 85    |       |
| 18. Juli | Shigeaki Hinohara                 | japanischer Mediziner und Autor                                                | 105   |       |
| 18. Juli | Paul Ilie                         | US-amerikanischer Romanist und Literaturwissenschaftler                        | 84    |       |
| 18. Juli | Alberto Jacob                     | brasilianischer Fotojournalist                                                 | 84    |       |
| 18. Juli | Herbert Needleman                 | US-amerikanischer Kinderarzt                                                   | 89    |       |
| 18. Juli | Elsbeth Pulver                    | Schweizer Germanistin, Literaturkritikerin und Publizistin                     | 89    |       |
| 18. Juli | Hansjürg Saager                   | Schweizer Unternehmer                                                          | 77    |       |
| 18. Juli | Traugott Scherg                   | deutscher Politiker                                                            | 81    |       |
| 18. Juli | Herbert Waldenberger              | deutscher Politiker                                                            | 82    |       |
| 18. Juli | Red West                          | US-amerikanischer Schauspieler, Stuntman, Sänger und Songwriter                | 81    |       |
| 17. Juli | Evan Helmuth                      | US-amerikanischer Schauspieler                                                 | 40    |       |
| 17. Juli | Hans Heß                          | deutscher Fußballspieler                                                       | 73    |       |
| 17. Juli | Wolfgang Manecke                  | deutscher Journalist und Organologe                                            | 79    |       |
| 17. Juli | Franz-Josef Mertens               | deutscher Politiker                                                            | 83    |       |
| 17. Juli | Thomas Petsch                     | deutscher Unternehmer und Erfinder                                             | 57    |       |
| 17. Juli | Sergio Pisano                     | uruguayischer Basketballspieler                                                | 76    |       |
| 17. Juli | Vicente Marotta Rangel            | brasilianischer Jurist                                                         | 93    |       |
| 17. Juli | Raymond Sackler                   | US-amerikanischer Unternehmer und Philanthrop                                  | 97    |       |
| 17. Juli | Karl-Heinz Schulmeister           | deutscher Politiker                                                            | 92    |       |
| 17. Juli | Marie-Josèphe Yoyotte             | französische Filmeditorin                                                      | 87    |       |
| 16. Juli | Trevor Baxter                     | britischer Schauspieler                                                        | 84    |       |
| 16. Juli | Nar Bahadur Bhandari              | indischer Politiker                                                            | 76    |       |
| 16. Juli | Régis Gizavo                      | madegassischer Akkordeonist, Komponist und Sänger                              | 58    |       |
| 16. Juli | Elfride Jagersberger              | österreichische Missionsschwester                                              | 98    |       |
| 16. Juli | George A. Romero                  | US-amerikanischer Regisseur, Autor, Filmeditor und Schauspieler                | 77    |       |
| 16. Juli | Rolf Trauernicht                  | deutscher Unternehmer                                                          | 92    |       |
| 16. Juli | Wilfried                          | österreichischer Popsänger                                                     | 67    |       |
| 16. Juli | Siegfried Wolf                    | deutscher Fußballspieler                                                       | 91    |       |
| 15. Juli | Wolfgang Bender                   | deutscher Theologe                                                             | 86    |       |
| 15. Juli | Anne Buttimer                     | irische Geographin                                                             | 78    |       |
| 15. Juli | Pamela Engel                      | britische Filmverleiherin                                                      | 82    |       |
| 15. Juli | Julio García Oliveras             | kubanischer Diplomat                                                           | 85    |       |
| 15. Juli | Josef Hamerl                      | österreichischer Fußballspieler                                                | 86    |       |
| 15. Juli | Martha Kyrle                      | österreichische Medizinerin und Philanthropin                                  | 100   |       |
| 15. Juli | Martin Landau                     | US-amerikanischer Schauspieler                                                 | 89    |       |
| 15. Juli | Louise Merzeau                    | französische Fotografin und Professorin                                        | 53    |       |
| 15. Juli | Babe Parilli                      | US-amerikanischer American-Football-Spieler                                    | 87    |       |
| 15. Juli | Nydia Sarabia                     | kubanische Historikerin und Journalistin                                       | 95    |       |
| 15. Juli | Peter Strauch                     | deutscher Chemiker                                                             | 61    |       |
| 15. Juli | Otto Waldrich                     | deutscher Unternehmer und Mäzen                                                | 93    |       |
| 14. Juli | William Theodore de Bary          | US-amerikanischer Sinologe                                                     | 97    |       |
| 14. Juli | Henning Brümmer                   | deutscher Brigadegeneral                                                       | 76    |       |
| 14. Juli | Annemarie Dietze                  | deutsche Geigenpädagogin                                                       | 94    |       |
| 14. Juli | Anne Golon                        | französische Schriftstellerin                                                  | 95    |       |
| 14. Juli | Julia Hartwig                     | polnische Dichterin und Übersetzerin                                           | 95    |       |
| 14. Juli | Horst Hausotte                    | deutscher Maler und Grafiker                                                   | 94    |       |
| 14. Juli | Maryam Mirzakhani                 | iranische Mathematikerin                                                       | 40    |       |
| 14. Juli | Helmut Pelzer                     | deutscher Pharmakologe und Sozialökonom                                        | 90    |       |
| 14. Juli | Kosie Pretorius                   | namibischer Politiker                                                          | 81    |       |
| 14. Juli | Pedro Richter Prada               | peruanischer Politiker                                                         | 96    |       |
| 14. Juli | Clara Rocha                       | portugiesische Schauspielerin                                                  | 74    |       |
| 13. Juli | Abd ar-Rahman ibn Abd al-Aziz     | saudi-arabischer Politiker                                                     | 86    |       |
| 13. Juli | Américo Amorim                    | portugiesischer Unternehmer                                                    | 82    |       |
| 13. Juli | Charles Bachman                   | US-amerikanischer Informatiker                                                 | 92    |       |
| 13. Juli | Ina-Maria Federowski              | deutsche Sängerin                                                              | 67    |       |
| 13. Juli | Giovanni Battista Franzoni        | italienischer Abt                                                              | 88    |       |
| 13. Juli | Lothar Freund                     | deutscher Grafiker                                                             | 87    |       |
| 13. Juli | Marie-Josephine Gaudette          | US-amerikanisch-italienische Nonne und Altersrekordlerin                       | 115   |       |
| 13. Juli | Johanna Grund                     | deutsche Journalistin und Politikerin                                          | 82    |       |
| 13. Juli | Robert Günther                    | österreichischer Mediziner                                                     | 94    |       |
| 13. Juli | Abdullah Hayayei                  | Leichtathlet aus den Vereinigten Arabischen Emiraten                           | 36    |       |
| 13. Juli | Norman Johnson                    | US-amerikanischer Mathematiker                                                 | 86    |       |
| 13. Juli | Egil Kapstad                      | norwegischer Jazzpianist, Arrangeur und Komponist                              | 76    |       |
| 13. Juli | Eleonore Kötter                   | deutsche Malerin und Grafikerin                                                | 84    |       |
| 13. Juli | Héctor Lechuga                    | mexikanischer Schauspieler und Komiker                                         | 88    |       |
| 13. Juli | Joachim H. Nagel                  | deutscher Medizinphysiker und -ingenieur                                       | 69    |       |
| 13. Juli | Clara (Cuqui) Nicola              | kubanische klassische Gitarristin und Professorin                              | 91    |       |
| 13. Juli | Babacar Ndiaye                    | senegalesischer Wirtschaftswissenschaftler                                     | 80    |       |
| 13. Juli | Louis Vanhemelrijck               | belgischer Fußballspieler und -trainer                                         | 78    |       |
| 13. Juli | Liu Xiaobo                        | chinesischer Schriftsteller, Systemkritiker und Menschenrechtler               | 61    |       |
| 13. Juli | Olive Yang                        | chinesische Drogenhändlerin und Kriegsherrin                                   | 90    |       |
| 12. Juli | John M. Beattie                   | britisch-kanadischer Historiker                                                | 85    |       |
| 12. Juli | Chuck Blazer                      | US-amerikanischer Fußballfunktionär                                            | 72    |       |
| 12. Juli | Rainer Boldt                      | deutscher Regisseur und Drehbuchautor                                          | 70    |       |
| 12. Juli | Gerrit Braks                      | niederländischer Politiker                                                     | 84    |       |
| 12. Juli | Urte Clasing                      | deutsche Schauspielerin und Schauspiellehrerin                                 | 83    |       |
| 12. Juli | Joe Fields                        | US-amerikanischer Musikproduzent                                               | ≈88   |       |
| 12. Juli | Janz Franz                        | österreichischer Künstler                                                      |       |       |
| 12. Juli | Thomas L. Haskell                 | US-amerikanischer Historiker                                                   | 78    |       |
| 12. Juli | Tamara Miansarowa                 | sowjetische bzw. russische Sängerin                                            | 86    |       |
| 12. Juli | Karl Moersch                      | deutscher Politiker und Journalist                                             | 91    |       |
| 12. Juli | Gundula Petrovska                 | deutsche Schauspielerin                                                        | 73    |       |
| 12. Juli | Ray Phiri                         | südafrikanischer Fusion-Musiker                                                | 70    |       |
| 12. Juli | Hans-Peter Scherrer               | deutscher Verlagsmanager                                                       | 87    |       |
| 12. Juli | Tod Sloan                         | kanadischer Eishockeyspieler                                                   | 89    |       |
| 11. Juli | Helmuth Deicher                   | deutscher Immunologe                                                           | 87    |       |
| 11. Juli | Carl W. Garland                   | US-amerikanischer Physikochemiker                                              | 87    |       |
| 11. Juli | Angelus Häußling                  | deutscher Benediktiner und Liturgiewissenschaftler                             | 85    |       |
| 11. Juli | Erwin Harz                        | deutscher Musikpädagoge und Politiker                                          | 83    |       |
| 11. Juli | Peter Hertel                      | deutscher Physiker                                                             | 78    |       |
| 11. Juli | Tadeusz Jaworski                  | polnischer Filmregisseur                                                       | 91    |       |
| 11. Juli | Karl Ernst Laage                  | deutscher Literaturwissenschaftler und Biograf                                 | 97    |       |
| 11. Juli | Anneliese Seeliger-Zeiss          | deutsche Kunsthistorikerin                                                     | 81    |       |
| 11. Juli | Denis Mack Smith                  | britischer Historiker                                                          | 97    |       |
| 11. Juli | Éva Schubert                      | ungarische Schauspielerin                                                      | 86    |       |
| 11. Juli | Luigi Ferdinando Tagliavini       | italienischer Organist und Musikwissenschaftler                                | 87    |       |
| 11. Juli | Gert Trinklein                    | deutscher Fußballspieler                                                       | 68    |       |
| 10. Juli | Gil Borjeson                      | US-amerikanischer Hammerwerfer                                                 | 87    |       |
| 10. Juli | Augustin Buzura                   | rumänischer Schriftsteller                                                     | 78    |       |
| 10. Juli | Walter Dorner                     | österreichischer Chirurg                                                       | 75    |       |
| 10. Juli | Dhruba Ghosh                      | indischer Sarangi-Spieler                                                      | 59    |       |
| 10. Juli | Roman Gottlob                     | deutscher Bergwerksdirektor                                                    | 90    |       |
| 10. Juli | Peter Härtling                    | deutscher Schriftsteller                                                       | 83    |       |
| 10. Juli | John M. Jacobus                   | US-amerikanischer Kunsthistoriker                                              | 89    |       |
| 10. Juli | Josef Kostner                     | italienischer Bildhauer und Dichter                                            | 84    |       |
| 10. Juli | Eugène Koffi Kouamé               | ivorischer Fußballspieler                                                      | 29    |       |
| 10. Juli | Isabelle Sadoyan                  | französische Schauspielerin                                                    | 89    |       |
| 10. Juli | ShootaShellz                      | US-amerikanischer Rapper                                                       | 21    |       |
| 10. Juli | Nepomuk Zöllner                   | deutscher Internist                                                            | 94    |       |
| 9. Juli  | Gene Brucker                      | US-amerikanischer Kunsthistoriker                                              | 92    |       |
| 9. Juli  | Naresh Chandra                    | indischer Diplomat und Politiker                                               | 82    |       |
| 9. Juli  | Miep Diekmann                     | niederländische Schriftstellerin                                               | 92    |       |
| 9. Juli  | Clare Douglas                     | britische Filmeditorin                                                         | 73    |       |
| 9. Juli  | Robert N. Ginsburg                | US-amerikanischer Geologe und Ozeanograph                                      | 92    |       |
| 9. Juli  | Ilja Glasunow                     | sowjetischer bzw. russischer Künstler                                          | 87    |       |
| 9. Juli  | Aenne Hirmer                      | deutsche Verlegerin und Lektorin                                               | 105   |       |
| 9. Juli  | Richard Jakoby                    | deutscher Musikpädagoge und Hochschulpräsident                                 | 87    |       |
| 9. Juli  | Jorge Marziali                    | argentinischer Sänger und Komponist                                            | 70    |       |
| 9. Juli  | Anton Nossik                      | russischer Journalist                                                          | 51    |       |
| 9. Juli  | Arnold Picot                      | deutscher Ökonom                                                               | 72    |       |
| 9. Juli  | Paquita Rico                      | spanische Sängerin und Schauspielerin                                          | 87    |       |
| 9. Juli  | Sumita Sanyal                     | indische Schauspielerin                                                        | 71    |       |
| 9. Juli  | Jack Shaheen                      | US-amerikanischer Kommunikationswissenschaftler                                | 81    |       |
| 9. Juli  | Robert Vigouroux                  | französischer Politiker                                                        | 94    |       |
| 9. Juli  | Jochen Wilhelm                    | deutscher Radsporttrainer                                                      | 74    |       |
| 8. Juli  | Nelsan Ellis                      | US-amerikanischer Schauspieler                                                 | 39    |       |
| 8. Juli  | Jutta Höpfel                      | österreichische Kulturjournalistin                                             | 89    |       |
| 8. Juli  | Don Johns                         | kanadischer Eishockeyspieler                                                   | 79    |       |
| 8. Juli  | Brigitte Kirsche                  | deutsche Filmeditorin                                                          | 94    |       |
| 8. Juli  | Bob Lubbers                       | US-amerikanischer Comiczeichner                                                | 95    |       |
| 8. Juli  | Elsa Martinelli                   | italienische Schauspielerin                                                    | 82    |       |
| 8. Juli  | Sylvia Nooij                      | niederländische Fußballspielerin                                               | 32    |       |
| 8. Juli  | Christian Schedlmayer             | österreichischer Komponist                                                     | 57    |       |
| 8. Juli  | Seiji Yokoyama                    | japanischer Komponist                                                          | 82    |       |
| 7. Juli  | Jean-Pierre Bernard               | französischer Schauspieler                                                     | 84    |       |
| 7. Juli  | Pierrette Bloch                   | Schweizer Malerin und Textilkünstlerin                                         | 89    |       |
| 7. Juli  | Suzanne Chaisemartin              | französische Organistin                                                        | 96    |       |
| 7. Juli  | Pedro Juan Figueroa               | puerto-ricanischer Schauspieler                                                | 66    |       |
| 7. Juli  | Chó do Guri                       | angolanische Dichterin und Schriftstellerin                                    | 58    |       |
| 7. Juli  | Werner Hamacher                   | deutscher Philosoph und Komparatist                                            | 69    |       |
| 7. Juli  | Egil Monn-Iversen                 | norwegischer Komponist, Dirigent und Filmproduzent                             | 89    |       |
| 7. Juli  | Paolo Piva                        | österreichisch-italienischer Architekt und Designer                            | 67    |       |
| 7. Juli  | Marina Ratner                     | US-amerikanische Mathematikerin                                                | 78    |       |
| 7. Juli  | Lala Rukh                         | pakistanische Aktivistin und Künstlerin                                        | 69    |       |
| 7. Juli  | Wulf Schumacher                   | deutscher Unternehmer                                                          | 78    |       |
| 7. Juli  | Kenneth Silverman                 | US-amerikanischer Literaturwissenschaftler und Biograf                         | 81    |       |
| 7. Juli  | Andrés Soto Mena                  | peruanischer Sänger und Komponist                                              | 68    |       |
| 6. Juli  | Michel Aurillac                   | französischer Politiker                                                        | 88    |       |
| 6. Juli  | Håkan Carlqvist                   | schwedischer Motocrossfahrer                                                   | 63    |       |
| 6. Juli  | Giovanni Bernardo Gremoli         | italienischer Bischof                                                          | 91    |       |
| 6. Juli  | Lester Habegger                   | US-amerikanischer Basketballtrainer und -funktionär                            | 92    |       |
| 6. Juli  | Nancy Jeffett                     | US-amerikanische Tennisspielerin und -funktionärin                             | 88    |       |
| 6. Juli  | Joan Lee                          | britisch-amerikanische Synchronsprecherin                                      | 95    |       |
| 6. Juli  | Josef Linden                      | deutscher Landrat                                                              | 90    |       |
| 6. Juli  | Teresa Mann                       | panamaische Ballerina                                                          | 82    |       |
| 6. Juli  | Bruno Mezzena                     | italienischer Pianist und Komponist                                            | 90    |       |
| 6. Juli  | Claus Nageler                     | deutscher Bildhauer                                                            | 74    |       |
| 6. Juli  | Jorginho do Pandeiro              | brasilianischer Perkussionist                                                  | 86    |       |
| 6. Juli  | John Pojeta                       | US-amerikanischer Geologe und Paläontologe                                     | 81    |       |
| 6. Juli  | Thomas E. Sanders                 | US-amerikanischer Szenenbildner und Artdirector                                | 63    |       |
| 6. Juli  | Friedrich August Tuchmann         | britischer Politiker                                                           | 95    |       |
| 6. Juli  | Christian Weis                    | deutscher Schriftsteller                                                       | 50    |       |
| 5. Juli  | Fritz Güde                        | deutscher Pädagoge und Kommunist                                               | 81    |       |
| 5. Juli  | Pierre Henry                      | französischer Komponist                                                        | 89    |       |
| 5. Juli  | Walter Hitschler                  | deutscher Politiker                                                            | 75    |       |
| 5. Juli  | John Mackenzie                    | schottischer Fußballspieler                                                    | 91    |       |
| 5. Juli  | Milivoje Marković                 | jugoslawischer bzw. serbischer Jazzmusiker                                     | 78    |       |
| 5. Juli  | Joachim Meisner                   | deutscher Theologe und Kardinal                                                | 83    |       |
| 5. Juli  | Joaquín Navarro-Valls             | spanischer Journalist und Mediziner                                            | 80    |       |
| 5. Juli  | Irina Ratuschinskaja              | russische Dissidentin, Dichterin und Autorin                                   | 63    |       |
| 5. Juli  | Willi Reschke                     | deutscher Jagdflieger                                                          | 95    |       |
| 5. Juli  | Tomas Riehle                      | deutscher Architekturfotograf                                                  | ≈68   |       |
| 5. Juli  | Raphael Schulte                   | deutscher Theologe                                                             | 92    |       |
| 5. Juli  | Friedrich Standfuß                | deutscher Bauingenieur                                                         | 81    |       |
| 5. Juli  | Werner Waddey                     | deutscher Fußballspieler                                                       | 71    |       |
| 4. Juli  | Brian Avery                       | britischer Architekt                                                           | 73    |       |
| 4. Juli  | John Blackwell                    | US-amerikanischer Schlagzeuger                                                 | 43    |       |
| 4. Juli  | Gene Conley                       | US-amerikanischer Baseball- und Basketballspieler                              | 86    |       |
| 4. Juli  | Ralphina D’Almeida                | gambische Politikerin                                                          | ?     |       |
| 4. Juli  | Thomas Deecke                     | deutscher Kunsthistoriker                                                      | 77    |       |
| 4. Juli  | Kurt Eisenblätter                 | deutscher Pantomime                                                            | 88    |       |
| 4. Juli  | Daniil Granin                     | sowjetischer bzw. russischer Schriftsteller                                    | 98    |       |
| 4. Juli  | Urban Gwerder                     | Schweizer Schriftsteller                                                       | 72    |       |
| 4. Juli  | Dieter Leopold                    | deutscher Rechtsmediziner                                                      | 84    |       |
| 4. Juli  | Jost Prüm                         | deutscher Manager und Verbandsfunktionär                                       | 87    |       |
| 4. Juli  | Ntuthuko Radebe                   | südafrikanischer Fußballspieler                                                | 22    |       |
| 4. Juli  | Heinz Schneiter                   | Schweizer Fußballspieler                                                       | 82    |       |
| 4. Juli  | Carl-Christoph Schweitzer         | deutscher Politikwissenschaftler und Politiker                                 | 92    |       |
| 4. Juli  | Carol Lee Scott                   | britische Schauspielerin und Sängerin                                          | 74    |       |
| 4. Juli  | Günther Witschurke                | deutscher Komponist und Musikpädagoge                                          | 79    |       |
| 4. Juli  | Masatoshi Yoshino                 | japanischer Geograph und Klimatologe                                           | 89    |       |
| 3. Juli  | Cholo Brenes                      | dominikanischer Musikpromotor                                                  | 74    |       |
| 3. Juli  | José Luis Cuevas                  | mexikanischer Maler, Grafiker und Bildhauer                                    | 83    |       |
| 3. Juli  | Gisela Engelin-Hommes             | deutsche Bildhauerin                                                           | 85    |       |
| 3. Juli  | Spencer Johnson                   | US-amerikanischer Autor                                                        | 78    |       |
| 3. Juli  | Gerhard Jungfer                   | deutscher Rechtsanwalt                                                         | 77    |       |
| 3. Juli  | John Ssebaana Kizito              | ugandischer Politiker                                                          | 83    |       |
| 3. Juli  | Kurt Luck                         | deutscher Maschinenbauingenieur                                                | 86    |       |
| 3. Juli  | Otto Manck                        | deutscher Elektroingenieur                                                     | 74    |       |
| 3. Juli  | John Mekoa                        | südafrikanischer Jazztrompeter                                                 | 72    |       |
| 3. Juli  | Joe Robinson                      | britischer Wrestler und Schauspieler                                           | 90    |       |
| 3. Juli  | Rudy Rotta                        | italienischer Bluesmusiker                                                     | 66    |       |
| 3. Juli  | Peter Schießl                     | deutscher Bauingenieur                                                         | 73    |       |
| 3. Juli  | Michalis Setatos                  | griechischer Sprachwissenschaftler                                             | ≈88   |       |
| 3. Juli  | Solvi Stübing                     | deutsche Schauspielerin                                                        | 76    |       |
| 3. Juli  | Maitama Sule                      | nigerianischer Politiker und Diplomat                                          | 87    |       |
| 3. Juli  | Jean-Jacques Susini               | französischer Politiker und Terrorist                                          | 83    |       |
| 3. Juli  | Paolo Villaggio                   | italienischer Schauspieler, Regisseur und Schriftsteller                       | 84    |       |
| 2. Juli  | Mihai Albu                        | rumänischer Basketballspieler und -trainer                                     | 79    |       |
| 2. Juli  | Günther Altenburg                 | deutscher Diplomat                                                             | 77    |       |
| 2. Juli  | Alfred G. Fischer                 | deutsch-US-amerikanischer Geologe                                              | 96    |       |
| 2. Juli  | Ryke Geerd Hamer                  | deutscher Arzt und Esoteriker                                                  | 82    |       |
| 2. Juli  | Friedrich Hertweck                | deutscher Physiker und Informatiker                                            | 86    |       |
| 2. Juli  | Alexander Löw                     | deutscher Geograph                                                             | 42    |       |
| 2. Juli  | Hans Richter                      | deutscher Jurist und Hochschullehrer                                           | 91    |       |
| 2. Juli  | Chris Roberts                     | deutscher Schlagersänger                                                       | 73    |       |
| 2. Juli  | Nikolaus Roth                     | deutscher Politiker                                                            | 59    |       |
| 2. Juli  | Tatjana Satulowskaja              | israelische, früher russische bzw. sowjetische Schachspielerin                 | 81    |       |
| 2. Juli  | Abel Sinometsi Sithole            | südafrikanischer Sänger                                                        | 83    |       |
| 2. Juli  | Fay Zwicky                        | australische Schriftstellerin                                                  | 83    |       |
| 1. Juli  | Heidi Bruggmann                   | Schweizer Akkordeonistin und Komponistin                                       | 82    |       |
| 1. Juli  | Giovannangelo Camporeale          | italienischer Archäologe und Etruskologe                                       | 83    |       |
| 1. Juli  | Þórir Jónsson                     | isländischer Skirennläufer                                                     | 90    |       |
| 1. Juli  | Werner Kunkel                     | deutscher Maler, Zeichner und Grafiker                                         | 94    |       |
| 1. Juli  | Peter Heinrich Meinke             | deutscher Maschinenbauingenieur und Hochschullehre                             | 77    |       |
| 1. Juli  | Park Sang-ryung                   | südkoreanischer Schriftsteller                                                 | 77    |       |
| 1. Juli  | Christian Peschke                 | deutscher Bildhauer und Maler                                                  | 70    |       |
| 1. Juli  | Jürgen Rost                       | deutscher Psychologe und Pädagoge                                              | 64    |       |
| 1. Juli  | Stevie Ryan                       | US-amerikanische Schauspielerin                                                | 33    |       |
| 1. Juli  | Ajan Sadakow                      | bulgarischer Fußballspieler                                                    | 55    |       |
| 1. Juli  | Günther Schaumberg                | deutscher Fossiliensammler und Amateur-Paläontologe                            | 95    |       |
| 1. Juli  | Richard Gilbert Scott             | britischer Architekt                                                           | 93    |       |
| 1. Juli  | Heathcote Williams                | britischer Lyriker, Dramatiker und Schauspieler                                | 75    |       |

### Datum unbekannt
| Tag                            | Name              | Beruf, bekannt als                       | Alter | Beleg |
| ------------------------------ | ----------------- | ---------------------------------------- | ----- | ----- |
| 29. oder 30. Juli              | Werner Kirsch     | deutscher Boxer und Boxtrainer           | 79    |       |
| 28. oder 29. Juli              | Rufus Ritchie     | US-amerikanischer Festkörperphysiker     | 92    |       |
| Tod bekanntgegeben am 25. Juli | Marian Konieczny  | polnischer Bildhauer und Hochschulrektor | 87    |       |
| tot aufgefunden am 24. Juli    | Sergei Petrossjan | russischer Gewichtheber                  | 29    |       |
| Tod bekanntgegeben am 22. Juli | Kostjantyn Sytnyk | ukrainischer Botaniker und Politiker     | 91    |       |
| Tod bekanntgegeben am 17. Juli | Jorge Damiani     | uruguayischer Künstler                   | 85    |       |
| Tod bekanntgegeben am 17. Juli | Daniel Lewis      | US-amerikanischer Dirigent               | 92    |       |
| Juli                           | Waltraud Schink   | deutsche Schauspielerin                  | 87    |       |